# E-Einheit
Die E-Einheit war eine 1914 vom US-amerikanischen Physiker William Duane eingeführte Einheit der Immission von Röntgenstrahlen.
1 E-Einheit = 1 Röntgen/Sekunde = 2,58 · 10−4 C/(kg·s)